# Гравець року ФІФА 1991
Лотар Маттеус став першим лауреатом нагороди «Гравець року ФІФА». Вручення нагороди відбулося 8 грудня 1991 року у Нью-Йорку під час проведення жеребкування кваліфікаційного раунду чемпіонату світу з футболу 1994 року.
Переможець визначався за підсумками голосування серед 66 тренерів національних команд світу. Кожен з тренерів визначав трійку найкращих футболістів, окрім співвітчизників. Перше місце оцінювалось у п'ять балів, друге — три бали, третє місце — 1 бал.

## Підсумки голосування
| №  | Гравець           | Клуб(и)            | Країна     | Очки |
| -- | ----------------- | ------------------ | ---------- | ---- |
| 1  | Лотар Маттеус     | Інтер              | Німеччина  | 128  |
| 2  | Жан-П'єр Папен    | Марсель            | Франція    | 113  |
| 3  | Гарі Лінекер      | Тоттенгем          | Англія     | 40   |
| 4  | Роберт Просинечки | Црвена Звезда Реал | Югославія  | 38   |
| 5  | Марко ван Бастен  | Мілан              | Нідерланди | 23   |
| 6  | Франко Барезі     | Мілан              | Італія     | 12   |
| 7  | Іван Саморано     | Севілья            | Чилі       | 10   |
| 8  | Андреас Бреме     | Інтер              | Німеччина  | 9    |
| 9  | Джанлука Віаллі   | Сампдорія          | Італія     | 8    |
| 10 | Енцо Шифо         | Осер Торіно        | Бельгія    | 7    |